# Holzessig
Holzessig – auch Holzsäure (aus lateinisch Acetum lignorum oder auch Acidum pyrolignosum) genannt – ist die bei der trockenen Destillation des Holzes auftretende braune, sauer und scharf, nach Holzkohle riechende und schmeckende, wässrige Flüssigkeit (das Schwelwasser) und die in ihm gelösten organischen Stoffe, deren Hauptbestandteil Essigsäure ist.

## Eigenschaften
Holzessig vom spez. Gew. 1,015–1,03, besteht aus etwa: bis 12 % Essigsäure und Homologen, 2 % Methanol, 1 % Aceton, 1 % Methylacetat und 10 % gelöstem Holzteer (Brandöl Pyrrelin und Brandharze Pyrdain), der Rest ist Wasser mit Spuren von Buttersäure, Phenol (Karbolsäure), Acetaldehyd und Ammoniumsalzen.

## Herstellung
Bei der Pyrolyse von Holz entstehen rund 20–30 % Kohle, 30–40 % Holzessig, 10–15 % Holzteer und 10–15 % Holzgas. Die Destillationsprodukte sind teils Gase, teils Dämpfe, die durch Kühlvorlagen wieder tropfbar verdichtet werden. Je nach Flüchtigkeit entstehen Holzessig und Holzteer, welcher im Destillat die untere Stelle einnimmt.
Bei der Verkohlung von Holz nach hergebrachter Weise in Kohlenmeilern entweichen neben Wasserdampf die Holzgase und der Holzessig teilweise in die Luft und verbrennen. Dagegen wird bei Einkammeröfen (Pechöfen) und Zweikammeröfen (Retorten) das Destillationsverfahren verwendet, wodurch mehr Holzessig und Teer gewonnen werden. Das auftretende Gas wird hierbei teilweise genutzt, es wird zurückgeleitet und mitverbrannt (siehe auch Holzkohle).
Die bei weitem größte Menge des Holzessigs wurde zu Essigsäure (der alte Name von Essigsäure war Holzsäure) verarbeitet. Ursprünglich wurde die Essigsäure durch Einschlämmen von Kalkmilch ins Destillat neutralisiert und gebunden. Hierbei entstand Graukalk oder Essigkalk, der bis zu 83 % Calciumacetat enthielt. Durch Versetzung mit Salzsäure bis zur sauren Reaktion wurde sogenannter Braunkalk erhalten. Die Neutralisierung der Retortengase mit Kalkmilch lieferte sogenannten Schwarzkalk. Die durch Säurebehandlung erhaltene Rohessigsäure musste anschließend durch Rektifikation von den Nebenprodukten der Holzpyrolyse befreit werden. Bei neueren Verfahren geschieht die Darstellung direkt aus den Dämpfen (Suida-Verfahren), dem Destillat (Azeotrope Destillation) oder der Extraktion mit Ether oder mit Holzteerölen.
Bei der Aufarbeitung von Rohholzessig fällt Teer an. Je höher der Gehalt an Essigsäure und Holzgeist desto größer ist auch die in ihm gelöste Menge Teer. Bei der Abtrennung des Holzgeistes aus dem Holzessig fällt Büttenteer (Ligninteer) an, bei der Vakuumdestillation ist es Extraktionsteer. Alternativ zur Destillation kann der rohe Holzessig auch durch Waschen der Dämpfe mit Ölen vom Teer befreit werden.
Der so gewonnene Holzessig enthält noch Holzgeist und Aceton als Nebenprodukte. Nach der Abtrennung von Aceton, durch Überführung in eine kristalline Verbindung mit Chlorkalzium, setzt sich der Holzgeist oben ab. Für Holzgeist existieren in diesem Zusammenhang auch die Namen: Methyloxydhydrat, Methylalkohol, Karbinol, Methanol, Holzspiritus, Holzalkohol, Methylenbihydrat und Holznaphtha.
Holzgeist ist ein Gemisch aus rund 45 % Methanol, 7 % Aceton, 5 % Methylacetat, 3 % Acetaldehyd, 1 % Allylalkohol. Holzgeist ist eine farblose, schwach geistig riechende Flüssigkeit, mit einem Siedepunkt von 66 °C und einer Dichte von 0,796 g·cm−3. Früher wurde er auf Methanol (Holzalkohol, Holzgeist) aufgearbeitet. Die Erzeugung von Holzgeist wurde im 19. Jahrhundert angewandt, da mit Holzgeist weniger Volumen bei leichterer Handhabung zu transportieren war. Die meiste Essigsäure enthält das Destillat von Buchen- und Birkenholz, Laubhölzer ergeben mehr Essig und Teer als Nadelhölzer. Im Allgemeinen wechselt der Gehalt zwischen 5 % und 9 % Essigsäure. Die Massenproduktion von Essigsäure und Holzgeist wurde Ende des 19. Jahrhunderts in großem Maßstab betrieben.

## Verwendung
Der Holzessig dient als fäulnishemmendes Anstrichmittel, Insektizid, zur Konservierung von Holz und Tauwerk sowie von Fleischwaren („kalte Räucherung“). In der Tiermedizin wird er eingesetzt bei Maul- und Klauenseuche, Räude, Krätze, auch als äußerliches Arzneimittel bei Wunden. In Färbereien und Druckereien diente Rohholzessig zur Herstellung von essigsaurem, holzsaurem Eisen, das als Bestandteil bestimmter Farben benötigt wurde. Ferner dient er statt gewöhnlichen Essigs zur Herstellung von Bleizucker, essigsaurer Tonerde (Aluminiumdiacetat) und anderen Präparaten.
Durch Umdestillieren des rohen Holzessigs erhält man den gereinigten oder rektifizierten Holzessig. Dieser wird in der Medizin verwendet (Acetum pyrolignosum rectificatum). Er stellt aber noch keinen reinen Essig dar, er riecht immer noch brenzlig und verliert unter Einfluss von Luft und Licht seine anfängliche Farblosigkeit wieder, da der noch enthaltene Holzteer sich durch Sauerstoffaufnahme färbt und die Flüssigkeit gelblich oder bräunlich erscheinen lässt.